# Pritchardia lanaiensis
Espèce
Synonymes
- Pritchardia elliptica Rock & Caum[2]
- Pritchardia lanaiensis Becc. & Rock[2]

Statut de conservation UICN

 EN A1ce+2ce, B1+2abcde, D : En danger
Pritchardia lanaiensis est une espèce de plantes de la famille des Arecaceae.

## Publication originale
- Memoirs of the Bernice Pauahi Bishop Museum.... 8: 41. 1921.